# Vösendorf

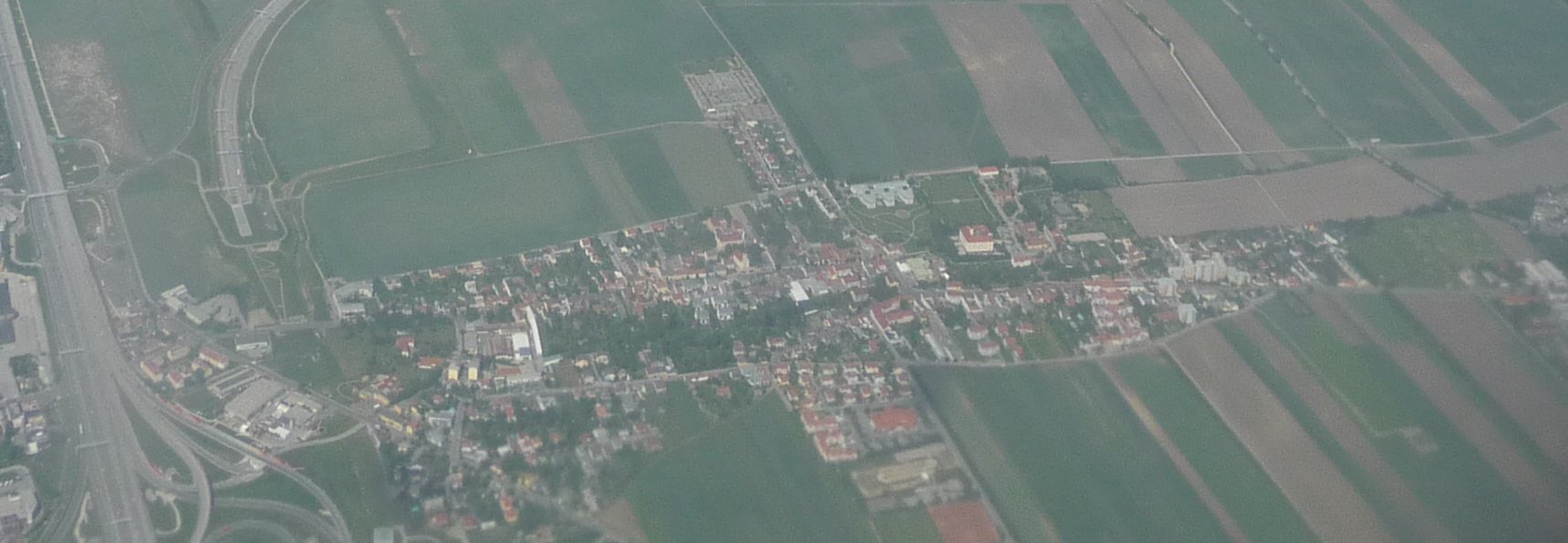
Luftbild des Vösendorfer Ortskerns, Blick von Süden

Vösendorf ist eine Marktgemeinde mit 7706 Einwohnern (Stand 1. Jänner 2025) in Niederösterreich, im Bezirk Mödling. Sie grenzt direkt an die Bundeshauptstadt Wien (westlich an den 23., Liesing, nördlich an den 10. Wiener Gemeindebezirk, Favoriten).

## Geografie
Der Petersbach fließt offen durch das Ortszentrum.

### Gemeindegliederung
Vösendorf besteht aus einer Katastralgemeinde. Neben dem eigentlichen Ortsgebiet weist die Statistik Austria die Siedlungen Haidfeld und Tröber-Siedlung sowie die Shopping City Süd und das Schloss als Teile des Gemeindegebietes aus.
| Katastralgemeinden    | Ortschaften in der Gemeinde                          |
| --------------------- | ---------------------------------------------------- |
| Vösendorf (10,49 km²) | Vösendorf (M) Haidfeld (Sdlg) Tröber-Siedlung (Sdlg) |
| Legende               |                                                      |

| In der Spalte Katastralgemeinden sind sämtliche Katastralgemeinden einer Gemeinde angeführt. In der Klammer ist die jeweilige Fläche in km² angegeben. |
| In der Spalte Ortschaften sind sämtliche von der Statistik Austria erfassten Siedlungen, die auch eine eigene Ortschaftskennziffer aufweisen, angeführt. In der Hierarchieebene derselben Spalte, rechts eingerückt, werden nur Ansiedlungen, die mindestens aus mehreren Häusern bestehen, dargestellt. Die wichtigsten der verwendeten Abkürzungen sind: - M = Hauptort der Gemeinde - Stt = Stadtteil - R = Rotte - W = Weiler - D = Dorf - ZH = Zerstreute Häuser - Sdlg = Siedlung - Hgr = Häusergruppe - E = Einzelgehöft (nur wenn sie eine eigene Ortschaftskennziffer haben) Die komplette Liste der Statistik Austria ist in: Topographische Siedlungskennzeichnung nach STAT Zu beachten ist, dass manche Orte unterschiedliche Schreibweisen haben können. So können sich Katastralgemeinden anders schreiben als gleichnamige Ortschaften bzw. Gemeinden. Quelle: Statistik Austria – Liste für Niederösterreich (PDF) |

Vösendorf grenzt im Norden und Westen an die Bundeshauptstadt Wien. Im Westen grenzt die Gemeinde an den 23. Wiener Gemeindebezirk Liesing und im Norden an den 10. Wiener Gemeindebezirk Favoriten. Alle anderen Nachbargemeinden sind Teil des Bezirks Mödling in Niederösterreich.

### Nachbargemeinden
| Liesing          | Favoriten                                   |                 |
|                  | Kompassrose, die auf Nachbargemeinden zeigt | Hennersdorf     |
| Brunn am Gebirge | Wiener Neudorf                              | Biedermannsdorf |

## Geschichte

### Namensgeschichte
Der Name „Vösendorf“ könnte aus der indogermanisch-slawischen Sprachwurzel wis, fis oder fes stammen, die für „Sumpfwasser“ steht. Andere Orte mit dieser Sprachwurzel sind etwa Bad Fischau oder Bad Vöslau.

### Urzeit, Kelten und Römerzeit
Die ersten archäologischen Funde stammen aus der Jungsteinzeit. Diese belegen, dass das Gemeindegebiet von Vösendorf bereits im 5. Jahrtausend vor Christus besiedelt war.
Um 400 vor Christus waren Kelten in Vösendorf und auch die Römer waren in Vösendorf zugegen. Bei archäologischen Grabungen wurden ein Meilenstein des Marcus Julius Phillippus, zwei Grabsteine und Dachziegel gefunden. Im Zuge des Baues der Wiener Außenring Schnellstraße wurde ein Friedhof der Awaren mit rund 500 Bestattungen gefunden.

### Mittelalter
Eine Urkunde aus dem Jahr 1175 enthält die erste Nennung Vösendorfs. Das Schriftstück wird in Stift Admont aufbewahrt. In dieser Urkunde schenkte Wichard von Vestenburg dem Stift Admont vier „Mansen“ (Höfe) sowie einen Weingarten für die Aufnahme seiner Töchter ins Kloster. Um 1200 wurde das Schloss Vösendorf erstmals errichtet. Legenden besagen, dass das Geld für die Errichtung dieser Anlage aus einem Teil des Lösegeldes für Richard Löwenherz finanziert wurden. Symbolisch dafür könnten die bei einer Renovierung wiederentdeckten Pfeilschlitzfenster stehen.
Das Schloss blieb, abgesehen von kurzen Unterbrechungen, über 150 Jahre im Besitz der Familie der Chunigunde von Winden.
Aus dem Jahr 1487 gibt es Aufzeichnungen, die besagen, dass Matthias Corvinus von seinem Burgverwalter in Vösendorf Wein nach Wien liefern ließ. Nach dessen Tod belehnte Kaiser Maximilian abermals das Geschlecht Winden mit dem Schloss.

### Türkenbelagerungen, Protestantismus und Franzosenkriege
Schloss und Ortschaft Vösendorf wurden im Zuge der Ersten Wiener Türkenbelagerung komplett zerstört. Von den damals rund 800 Einwohnern überlebten etwa 20. In der darauf folgenden Zeit wechselten die Besitzer rasch und der Ort wurde nicht wieder aufgebaut. Unter den Besitzern wurden etwa Georg Egger zu Lichtenegg, Marx Beck von Leopoldsdorf (1537), Hans Matseber (1544) und Bernhard von Meneses (1554) genannt. Erst Caspar Erbeck zu Schellenhof forcierte den Wiederaufbau, scheiterte jedoch an Geldnot. Im Jahr 1556 wurde die alte romanische Kirche restauriert. 1578 erwarb der Hofkriegsrat Wilhelm von Hofkirchen Schloss und Dorf. Das Schloss war 1584 wieder hergestellt und die gut laufende Herrschaft warf gute Erträge ab, die zu einem Drittel aus der Felderwirtschaft sowie zu zwei Drittel aus dem Weinbau stammten. Vösendorf wurde zu jener Zeit ein Zentrum evangelisch-lutherischen Glaubens. 1601 wurde erstmals eine Schule in Vösendorf erwähnt, wobei davon auszugehen ist, dass diese bereits länger existierte. 1620 war Carl Lazarzs Henckel von Donnersmark im Besitz des Schlosses. Um 1670 ließ die Gräfin von Buquoy im Schlossturm das erste Uhrwerk installieren. Auch der Freskenraum wurde zu dieser Zeit gestaltet. 1683 zerstörte die Zweite Wiener Türkenbelagerung den Ort. Von 600 Einwohnern überlebten 42. 1694 war Vösendorf im Besitz von Gräfin Maria Josepha Starhemberg, der Gattin von Graf Ernst Rüdiger von Starhemberg. Die Starhembergs ließen einige Höfe wieder errichten und vergaben sie für zwanzig Jahre abgabefrei an Zuwanderer um die Ortschaft wieder zu beleben. 1709 wurde neben der Kirche eine neue Schule errichtet. Diese wurde in späterer Zeit als Postamt verwendet. Kaiser Karl VI. ließ 1716 die Laxenburger Allee durch Vösendorf anlegen, um schneller zu seinem Sommersitz in Laxenburg zu gelangen. 1742 ließ Kaiserin Maria Theresia ebenfalls durch Vösendorf die Schönbrunner Allee anlegen. 1746 erbte Gräfin Maria Gabriela von Colloredo das Schloss. 1773 wurde in Vösendorf ein „Gemeinde Häusl“ zur Verpflegung und Unterbringung bedürftiger Vösendorfer errichtet. Die Herrschaft Vösendorf wurde 1794 durch Kaiser Franz II. erworben. Er richtete ein zusammenhängendes Jagdgebiet zwischen Inzersdorf und Laxenburg ein. 1806 wurde das kaiserliche Familiengut Vösendorf unter der Leitung des Agrarwissenschaftlers Peter Jordan zu einem landwirtschaftlichen Lehr-, Versuchs- und Mustergut umgebaut. Dieses war Basis für die Einrichtung der heutigen Universität für Bodenkultur Wien. 1809 wurde Vösendorf im Zuge der Franzosenfeldzüge Napoleons großteils zerstört und geplündert.

### Eigenständige Gemeinde
Die Grundherrschaft Vösendorf wurde 1848 aufgelöst und es kam zu einer Revolution in Wien, an der sich weder die Vösendorfer Bauern noch die Ziegelarbeiter beteiligten. Die Ortsgemeinde Vösendorf wurde 1850 gegründet. 1865 pachtete Ritter von Brenner Felsach das Schloss. 1866 wurde eine Bahnlinie eröffnet, um die Ziegellieferungen von Vösendorf zu Baustellen in Wien zu vereinfachen. In der Folge wurde aus der Bahnstrecke die heutige Lokalbahn Wien–Baden. Im 19. Jahrhundert war Vösendorf ein Zentrum der Ziegelindustrie. Sieben Ziegelöfen lieferten Baumaterial – großteils nach Wien. Mit den Ziegeln wurden unter anderem die Bauten der Wiener Ringstraße errichtet. An der Triester Straße wurde 1910 der erste Kindergarten errichtet. Nach Ende des Ersten Weltkrieges und dem Ende der Monarchie wurde das Schloss Vösendorf dem Invalidenfonds zur Verwaltung übergeben.

### Nationalsozialismus
Vösendorf wurde von der nationalsozialistischen Diktatur 1938 in Groß-Wien eingemeindet und bildete bis 1954 einen Teil des damaligen 25. Bezirks, Liesing. Auf Grund der bereits 1946 erfolgten Vereinbarung der Bundesländer Wien und Niederösterreich, 80 1938 eingemeindete Orte wieder an Niederösterreich anzuschließen, wurde Vösendorf 1954 wieder Teil dieses Landes. 1946 bis 1954 hatte die sowjetische Besatzungsmacht gegen diese Grenzänderung ihr Veto eingelegt. 1940 wurde die Gemeinde Wien auch Eigentümerin des Schlosses. In den Jahren 1940/41 wurde ein großes Gräberfeld mit hochwertiger Keramik teilweise freigelegt – im selben Jahr startete der Bau der projektierten Reichsautobahn.

### Zweite Republik
1966 wurde Vösendorf zur Marktgemeinde erhoben. 1976 wurde der erste Grundstein für die Shopping City Süd, das heute größte Einkaufszentrum Österreichs, gelegt. Die Gemeinde kaufte 1991 das völlig desolate Schloss von der Stadt Wien zurück und begann 1996 mit den Restaurierungen. Dabei wurden die Fresken in der Sala Terrena wiederentdeckt. Am 20. November 1990 erfolgte die Eröffnung des neuen Gemeindezentrums im Schloss.

### Bevölkerungsentwicklung
Die folgende Grafik zeigt die Entwicklung der Einwohnerzahl Vösendorfs auf Basis der Daten der Statistik Austria:
| Vösendorf: Einwohnerzahlen von 1869 bis 2025        | Vösendorf: Einwohnerzahlen von 1869 bis 2025 | Vösendorf: Einwohnerzahlen von 1869 bis 2025 | Vösendorf: Einwohnerzahlen von 1869 bis 2025 | Vösendorf: Einwohnerzahlen von 1869 bis 2025 |
| --------------------------------------------------- | -------------------------------------------- | -------------------------------------------- | -------------------------------------------- | -------------------------------------------- |
| Jahr                                                |                                              |                                              |                                              | Einwohner                                    |
| 1869                                                | 1869                                         |                                              | 1.503                                        | 1.503                                        |
| 1880                                                | 1880                                         |                                              | 2.076                                        | 2.076                                        |
| 1890                                                | 1890                                         |                                              | 2.589                                        | 2.589                                        |
| 1900                                                | 1900                                         |                                              | 3.009                                        | 3.009                                        |
| 1910                                                | 1910                                         |                                              | 4.115                                        | 4.115                                        |
| 1923                                                | 1923                                         |                                              | 3.274                                        | 3.274                                        |
| 1934                                                | 1934                                         |                                              | 3.824                                        | 3.824                                        |
| 1939                                                | 1939                                         |                                              | 4.057                                        | 4.057                                        |
| 1951                                                | 1951                                         |                                              | 3.394                                        | 3.394                                        |
| 1961                                                | 1961                                         |                                              | 3.489                                        | 3.489                                        |
| 1971                                                | 1971                                         |                                              | 3.781                                        | 3.781                                        |
| 1981                                                | 1981                                         |                                              | 3.703                                        | 3.703                                        |
| 1991                                                | 1991                                         |                                              | 3.744                                        | 3.744                                        |
| 2001                                                | 2001                                         |                                              | 4.899                                        | 4.899                                        |
| 2011                                                | 2011                                         |                                              | 6.245                                        | 6.245                                        |
| 2021                                                | 2021                                         |                                              | 7.497                                        | 7.497                                        |
| 2025                                                | 2025                                         |                                              | 7.706                                        | 7.706                                        |
| Quelle(n): Statistik Austria, Gebietsstand 1.1.2021 |                                              |                                              |                                              |                                              |

## Kultur und Sehenswürdigkeiten

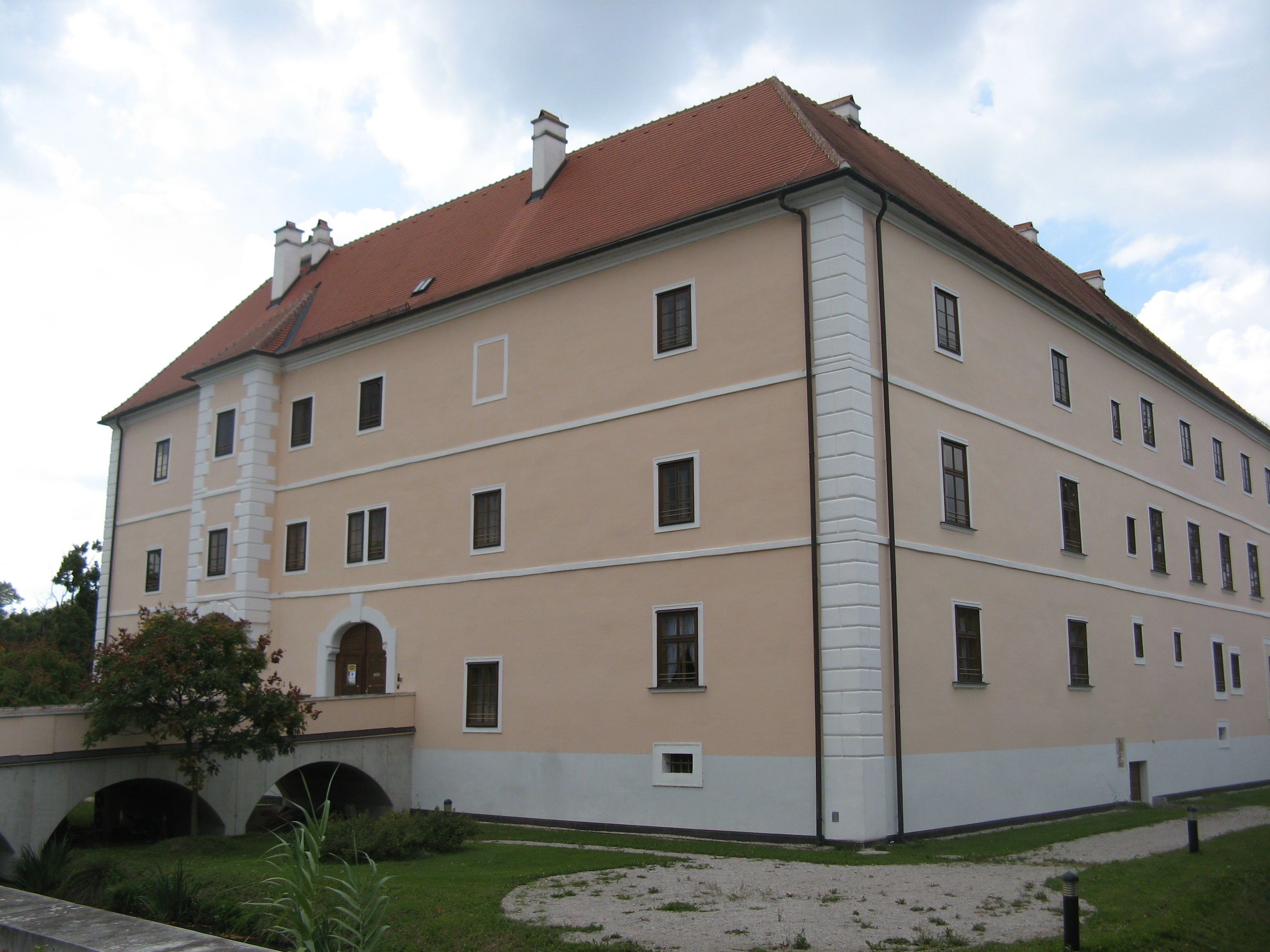
Schloss Vösendorf

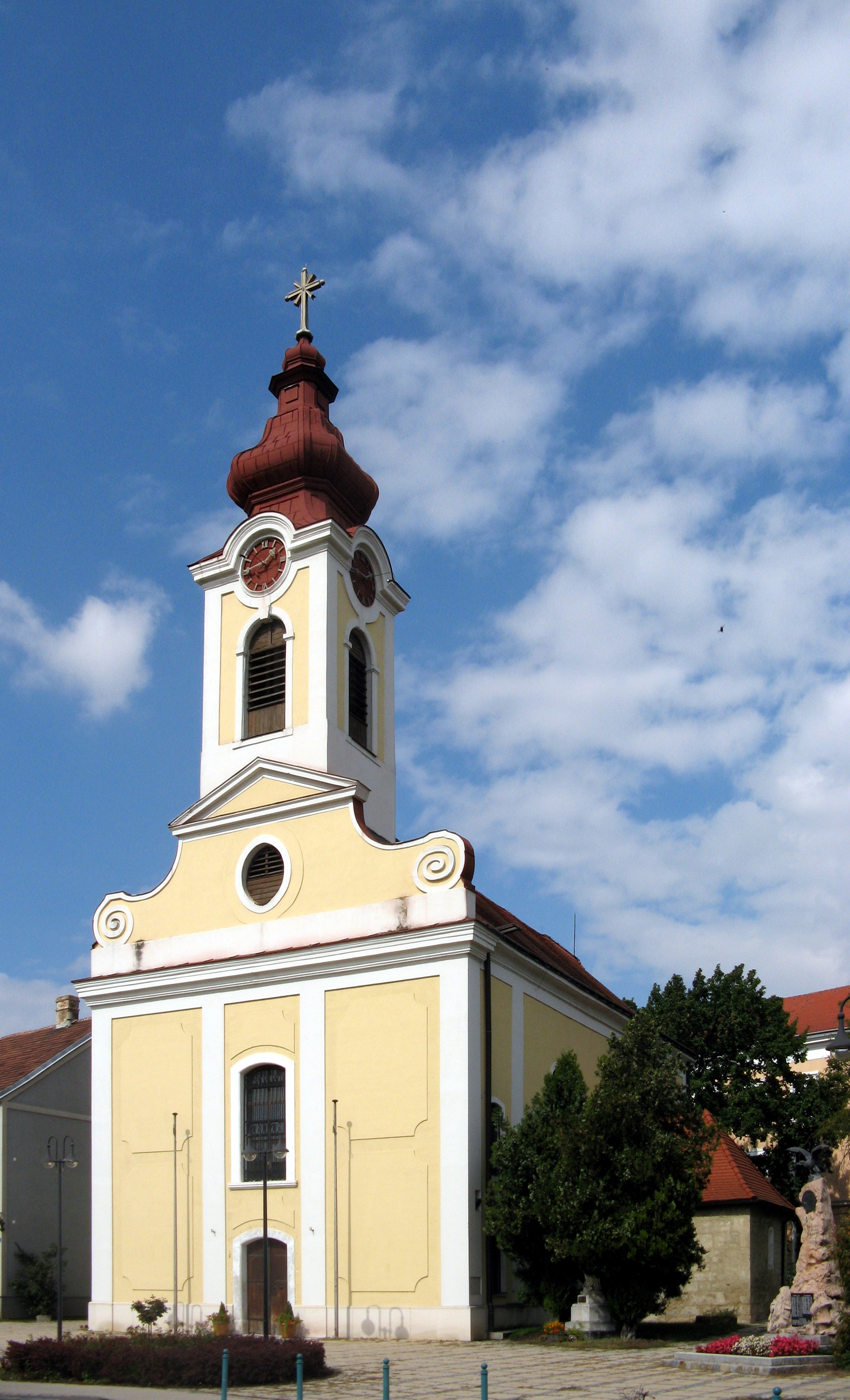
Pfarrkirche Vösendorf

- Archäologische Grabungen: Im Norden von Vösendorf liegt ein awarisches Gräberfeld, das in mehreren Grabungen untersucht wurde. In ihm wurden beim Bau der Schnellstraße ungefähr 150 Gräber aus dem 7. bis 9. Jahrhundert entdeckt. Die Funde belegen das Zusammenleben von Awaren und Slawen in diesem Gebiet, es konnten auch slawische Kleidungsbestandteile gefunden und Grabbeigaben anhand der Tierskelette näher untersucht werden.[5][6][7][8]
- Schloss Vösendorf: In Vösendorf gibt es das ca. 800 Jahre alte Schloss, in dem heute die Gemeindeverwaltung untergebracht ist. Es beherbergt außerdem ein Museum über die Geschichte Vösendorfs und auch ein Fahrradmuseum.
- Katholische Pfarrkirche Vösendorf Hll. Simon und Judas Thaddäus

## Wirtschaft und Infrastruktur

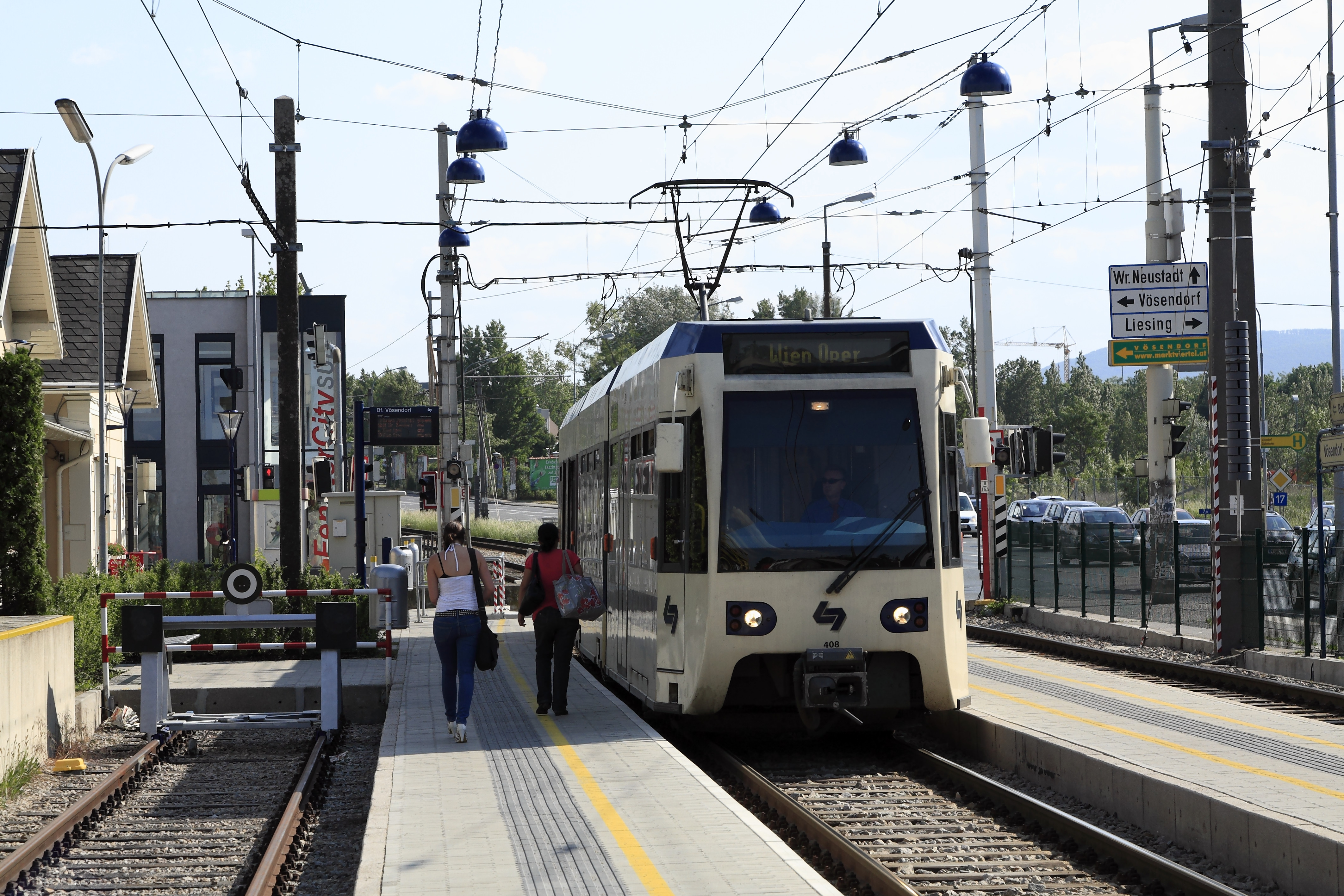
Triebwagen der Reihe 400 in Vösendorf-Siebenhirten

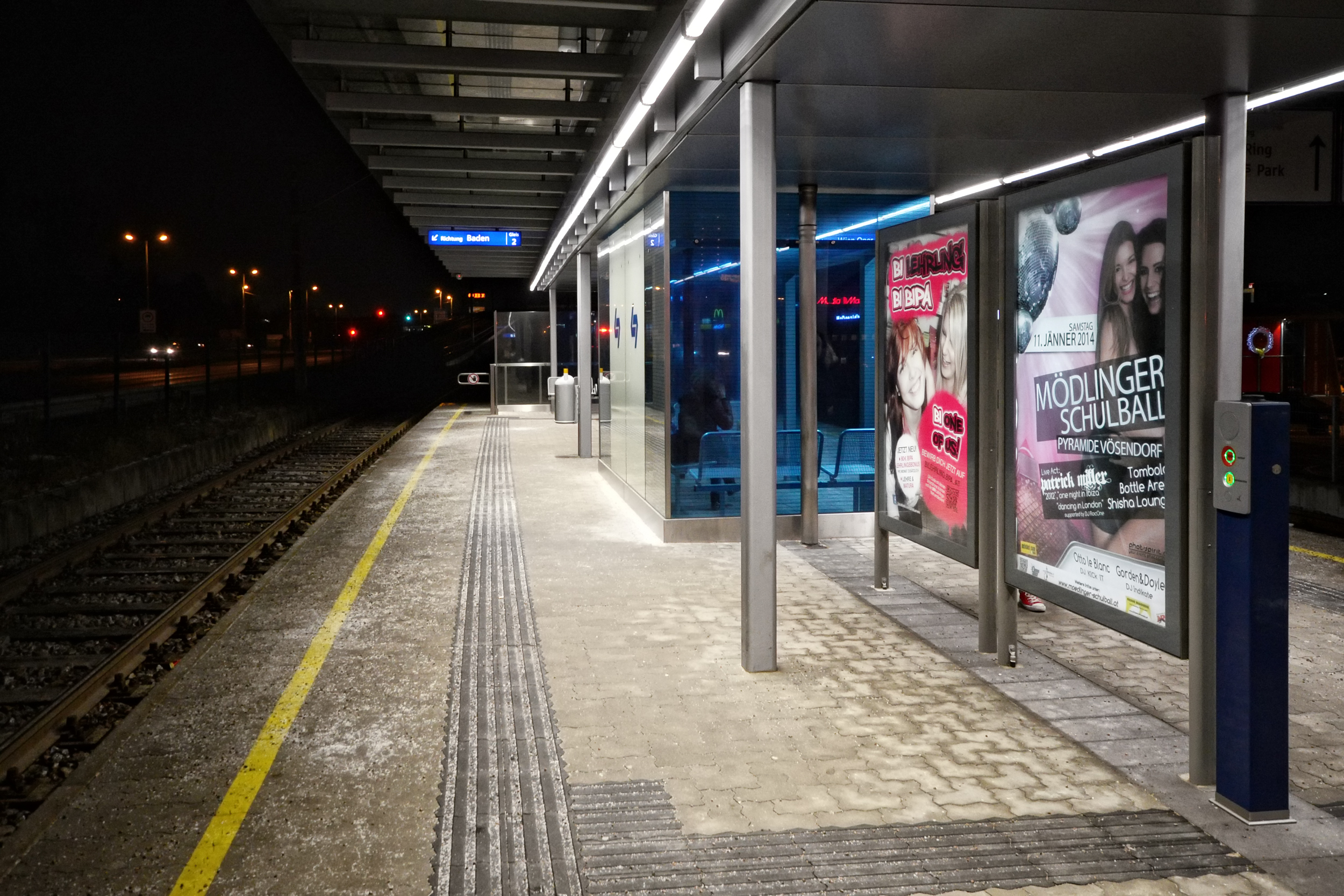
Lokalbahn-Haltestelle Vösendorf SCS

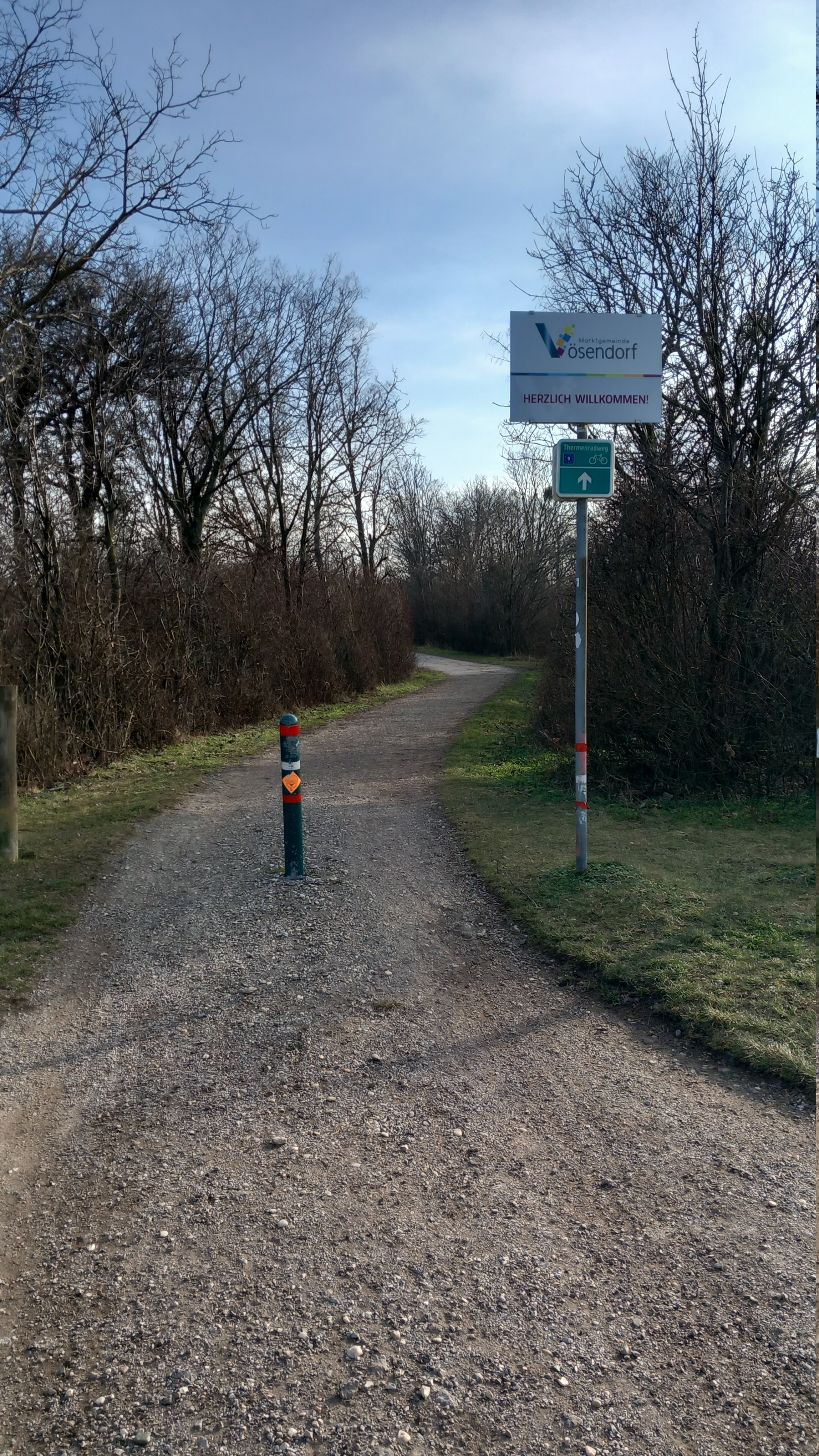
Der Thermenradweg (EuroVelo 9) in Vösendorf an der Grenze zu Wien

Vösendorf zählt zu den reichsten Gemeinden Österreichs. Der bedeutendste Wirtschaftsfaktor ist die Shopping City Süd, die zum größten Teil auf Vösendorfer Gemeindegebiet liegt. Aber auch entlang der Wiener Neustädter Straße (B 17, örtliche Bezeichnung wie in Wien Triester Straße) sind große Kaufhausketten mit Niederlassungen präsent. Markant ist auch die weithin sichtbare „Pyramide“: Das „Austria Trend Eventhotel Pyramide“ mit seinem transparenten Dach in Pyramidenform. Der Komplex wurde ursprünglich unter dem Namen „Eldorado“ bzw. „City Club“ als Schwimmbad genutzt.
Im Jahr 2014 zog der weltgrößte Hersteller von Einkaufswagen Wanzl mit seiner Österreich-Niederlassung von Wien nach Vösendorf.
In der Zwischenkriegszeit und nach dem Zweiten Weltkrieg befand sich eine Raffinerie auf der Westseite der Wiener Neustädter Straße.

### Öffentliche Einrichtungen
In Vösendorf befinden sich drei Kindergärten und eine Volksschule.

### Verkehr
- Der Ort liegt direkt an den beiden Autobahnen Südautobahn A 2 und Wiener Außenringautobahn A 21, die hier ihren Knoten haben. Auch die Wiener Außenring Schnellstraße S 1 ist hier eingebunden.
- An der Gemeindegrenze zu Hennersdorf führt über wenige hundert Meter die Trasse der Pottendorfer Linie auf Gemeindegebiet von Vösendorf. Diese weist im Bereich der Gemeinde keinen Haltepunkt oder Bahnhof auf.
- Als Vollbahn gilt im Bereich von Vösendorf auch die Lokalbahn Wien–Baden der Wiener Lokalbahnen AG. Diese bedient entlang der Triester Straße die Haltestellen „Schönbrunner Allee“, „Vösendorf-Siebenhirten“ und „Shopping City Süd“. Während der Nachtstunden werden die Stationen durch die Buslinie 360 bedient.
- Sechs Buslinien des Verkehrsverbundes Ost-Region führen durch Vösendorf. Die Buslinie 266 bedient das Ortszentrum Vösendorfs und gewährleistet eine umsteigefreie Fahrt nach Schwechat, Kledering, Wien Oberlaa, Leopoldsdorf, Hennersdorf und Wien Siebenhirten. In Oberlaa und Siebenhirten besteht Anschluss an die Wiener U-Bahn und in Schwechat an die „Flughafenschnellbahn“. Fünf weitere Buslinien bedienen Stationen an der Triester Straße, etwa den Knotenpunkt „Vösendorf-Siebenhirten“ oder die Shopping City Süd. Sie fahren beispielsweise ins Südburgenland, nach Eisenstadt oder nach Mödling. Daneben existiert eine privat betriebene Shuttle-Buslinie zwischen der U6-Endstation Siebenhirten und der Shopping City Süd.[12]
- Der Thermenradweg, der auch ein Teil des EuroVelo 9-Radweges ist, verläuft ebenfalls durch die Gemeinde.

### Wasserversorgung und Kanalisation
Bis zur Mitte des 19. Jahrhunderts wurde ein Großteil des Wasserbedarfs Vösendorfs aus Hausbrunnen, gespeist durch Grundwasser, gedeckt. In Folge kam die Idee der Errichtung einer Gruppenwasserversorgung auf. Seit 1929 ist Vösendorf Mitglied des Wasserleitungsverbandes der Triestingtal- und Südbahngemeinden.
Das Vösendorfer Kanalnetz wurde teilweise bereits 1930 errichtet. Das Netz musste auf Grund der stetig wachsenden Einwohnerzahlen und der zunehmenden Industrialisierung kontinuierlich ausgebaut werden. Die Kläranlage am Johannisweg wurde ab 1986 errichtet.

### Vereine
- AKH Vösendorf: 1923 gegründeter Gewichtheberverein, in den Jahren 2003–2012; 10-facher Österreichischer Mannschafts-Staatsmeister
- Arbeiter-Sportverein Vösendorf: 1920 gegründeter Fußballverein, der in den frühen 1990er Jahren bis in die Zweite Fußball-Bundesliga aufstieg.

## Politik

### Gemeinderat
Der Gemeinderat Vösendorfs hat momentan 33 Mitglieder. Bis 2005 hatte er noch 23 Mitglieder.
- Mit den Gemeinderatswahlen in Niederösterreich 1990 hatte der Gemeinderat folgende Verteilung: 12 SPÖ, 5 V 2000, 3 VL, 2 ÖVP und 1 FPÖ.
- Mit den Gemeinderatswahlen in Niederösterreich 1995 hatte der Gemeinderat folgende Verteilung: 12 SPÖ, 6 V 2000, 2 ÖVP, 2 VL und 1 FPÖ.[14]
- Mit den Gemeinderatswahlen in Niederösterreich 2000 hatte der Gemeinderat folgende Verteilung: 14 SPÖ, 4 V 2000, 2 ÖVP, 2 FPÖ und 1 VL.[15] (23 Mandate)
- Mit den Gemeinderatswahlen in Niederösterreich 2005 hatte der Gemeinderat folgende Verteilung: 16 SPÖ, 5 V 2000 und 4 ÖVP.[16] (25 Mandate)
- Mit den Gemeinderatswahlen in Niederösterreich 2010 hatte der Gemeinderat folgende Verteilung: 14 SPÖ, 5 ÖVP, 5 V 2000 und 1 FPÖ.[17] (25 Mandate)
- Mit den Gemeinderatswahlen in Niederösterreich 2015 hatte der Gemeinderat folgende Verteilung: 13 SPÖ, 7 ÖVP, 3 V 2000, 3 FPÖ und 3 GRÜNE.[18] (29 Mandate)
- Mit den Gemeinderatswahlen in Niederösterreich 2020 hat der Gemeinderat folgende Verteilung: 12 SPÖ, 12 ÖVP, 3 GRÜNE, 1 Liste und 1 FPÖ.[19] (33 Mandate)
- Am 5. Mai 2024 wurde eine vorgezogene Gemeinderatswahl durchgeführt, welche zu folgendem Ergebnis führte: Liste Koza 17 Mandate, SPÖ 10, V2000 3, FPÖ 2 und Grüne 1.[20][21] (33 Mandate)

### Bürgermeister
- 1954–1984 Franz Rafetseder (SPÖ)[22]
- 1991–2008 Meinhard Kronister (SPÖ)
- 2009–2015 Friedrich Scharrer (SPÖ)
- 2015–2020 Andrea Stipkovits (SPÖ)
- 2020–21. Februar 2025 Hannes Koza (ÖVP)[23][24][25]
- seit 21. Februar 2025 Birgit Petross (interimistisch; ÖVP)

### Politische Unruhen rund um Bürgermeister Hannes Koza ab 2024
Im Jänner 2024 wurde bekannt, dass der damalige Bürgermeister Vösendorfs, Hannes Koza (ÖVP), Anwaltsrechnungen, welche ihm durch einen privaten Rechtsstreit mit den Kinderfreunden Wien entstanden sind, als "Beratung" für die Anschaffung eines neuen Feuerwehrautos der Gemeinde verrechnete. Koza gab den Sachverhalt zu und überwies der Gemeinde die Schadenssumme in der Höhe von € 1.129,32 als Wiedergutmachung zurück, die Staatsanwaltschaft Wiener Neustadt ermittelte gegen Koza wegen des Verdachts der Untreue und der Urkundenfälschung. Statt als Bürgermeister zurückzutreten, kündigte Koza jedoch eine vorgezogene Neuwahl an, welche am 5. Mai 2024 durchgeführt wurden und bei denen Koza mit seiner Liste die absolute Mehrheit mit 17 der 33 Mandate erreichte und damit Bürgermeister blieb. Die Ermittlungen der Staatsanwaltschaft wurden nach Diversion und Zahlung einer Strafe in der Höhe von € 2.000,- durch Koza eingestellt.
Im Dezember 2024 gab Bürgermeister Koza an, auf dem Heimweg vom Gemeindeamt im Schlosspark von Vösendorf von einem Unbekannten attackiert und mit dem Tod bedroht worden zu sein. Die Ermittlungen der Staatsanwaltschaft ergaben jedoch, dass Koza den Angriff erfunden hatte, dies gab Koza später auch zu. Gegen Koza wurde daraufhin Strafantrag wegen falscher Beweisaussage und Vortäuschung einer mit Strafe bedrohten Handlung gestellt.

Koza trat daraufhin von seinem Bürgermeisteramt zurück und seine Stellvertreterin Birgit Petross (ebenfalls ÖVP) übernahm interimistisch. Ein Angebot der ÖVP an die SPÖ für eine Zusammenarbeit im Gemeinderat wurde von letzterer ausgeschlagen, stattdessen legte die Opposition aus SPÖ, FPÖ, V2000 und den Grünen am 6. März 2025 geschlossen ihre Mandate nieder, woraufhin die Landesregierung Neuwahlen mangels Beschlussfähigkeit ausschreiben muss.
Koza wurde am 20. März 2025 wegen Vortäuschen einer Straftat zu einer bedingten Freiheitsstrafe von neun Monaten verurteilt. Das Urteil ist rechtskräftig.

### Wappen
Das Wappen der Marktgemeinde Vösendorf ist durch eine silberne Krücke von Grün über Rot geteilter Schild. Im oberen grünfarbenen Feld ist ein goldenfarbenes, dreigeschoßiges Gebäude mit helmbekröntem Turm zu sehen. Außerdem weist das Gebäude ein offenes schwarzes Tor und jeweils fünf offene schwarze Fenster im zweiten und dritten Obergeschoß auf. Der untere rotgefärbte Teil des Schildes ist ziegelförmige gemustert.
Die silberne Krücke stellt die Verkehrswege des Altertums und der Neuzeit, die Römerstraße und die Autobahn dar. Das rot, in Form einer Ziegelmauer gemusterte Feld steht für die Industrie und das Gewerbe, insbesondere jedoch für die Ziegelindustrie, die das Ortsleben im 19. Jahrhundert dominierte. Die grüne Farbe im oberen Teil des Wappens steht für die Landwirtschaft – Vösendorf war jahrhundertelang ein bescheidenes Bauerndorf. Das goldenfarbene Bauwerk stellt das älteste Bauwerk Vösendorfs, das Schloss dar.
Das Marktwappen entstand 1966 anlässlich der Erhebung zur Marktgemeinde. Der Entwurf und die Ausführung des Wappens stammen aus der Hand der Grafikerin Elfriede Svoboda aus Wien.

### Partnergemeinden
- Kindberg in der Steiermark
- Roßdorf (bei Darmstadt) in Deutschland
- Reggello bei Florenz in Italien

## Persönlichkeiten

### Söhne und Töchter der Gemeinde
- Emil Stoffella (1835–1912), Internist
- Johann Blaschek (1913–1998), Fußballspieler und -trainer
- Josef Hesoun (1930–2003), Politiker, Sozialminister
- Fritz Drazan (1957–2019), Fußballspieler und -trainer
- Karl Brauneder (* 1960), Fußballspieler

### Mit der Gemeinde verbundene Persönlichkeiten
- Ernst Rüdiger von Starhemberg (1638–1701), kaiserlicher General, Stadtkommandant Wiens bei der Türkenbelagerung in 1683
- Ferenc Krausz (* 1962), Nobelpreisträger, war in den Jahren 1997 bis 2004 beheimatet, wurde 2023 Ehrenbürger[33]

## Historische Landkarten

Vösendorf und Umgebung um 1780 und um 1870–1880 (1. Landesaufnahme und Aufnahmeblätter der 3. Landesaufnahme)
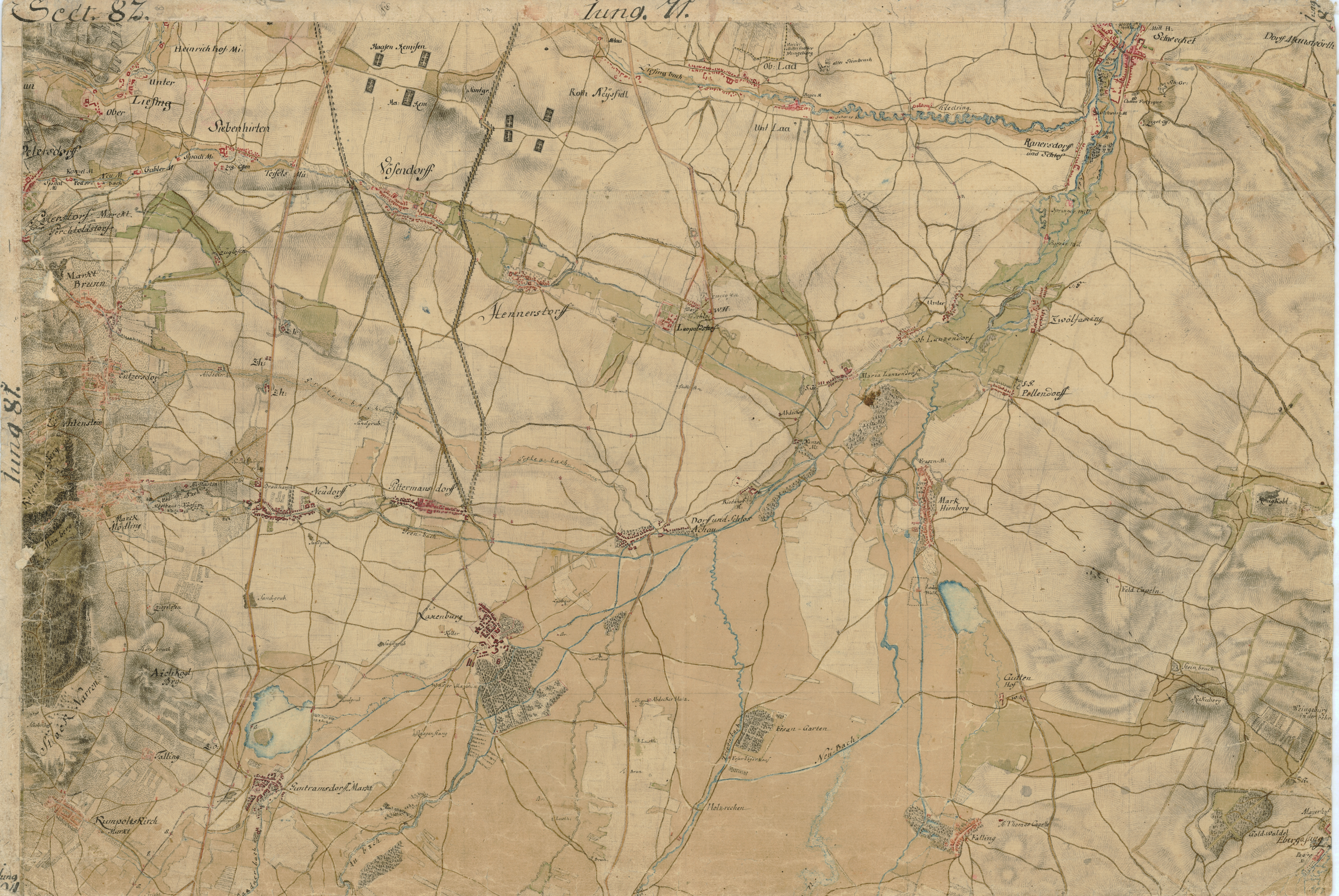
„Vösendorff“ (links oben) um 1780. Die „Haasen Remisen“[34] in den Feldern im Norden des Ortes bestanden auch noch 100 Jahre später
Ortskern (links oben) und Südosten der Gemeinde
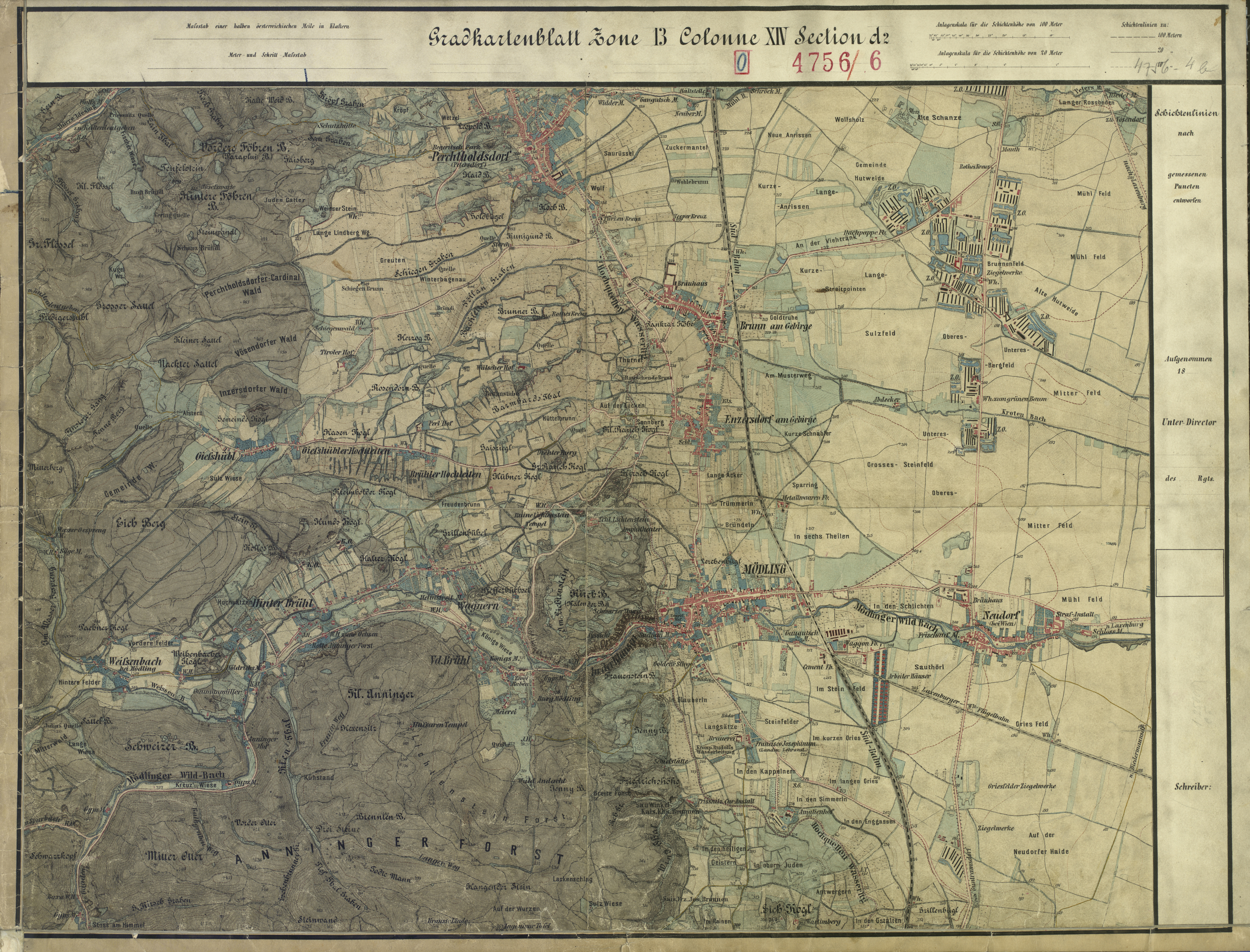
Die Ziegelwerke im Südwesten des Gemeindegebietes (rechts oben) anstelle der heutigen Einkaufs- und Gewerbebetriebe an der Triester Straße
Siebenhirten (rechts unten) im Nordwesten von Vösendorf
Das obere und untere Vösendorfer Feld mit den nicht mehr bezeichneten Hasenremisen im Nordosten an der Grenze zu Inzersdorf (links unten)